# Weather surveillance radar-1
Le radar WSR-1 (Weather Surveillance Radar-1) fut l'un des premiers radars utilisés opérationnellement pour la détection des précipitations. Ce radar météorologique était une modification par l’US Weather Bureau d'un radar aéroporté de l’US Navy nommé AN/APS-2F. Les WSR-1A, 3 et 4 furent des variantes de cette série.

## Historique
En 1946, l’US Weather Bureau (ancêtre du National Weather Service) a récupéré 25 radars AN/APS-2F aéronautiques auprès de l'US Navy. Les radars ont été modifiés et adaptés à la météorologie puis livrés au rythme de cinq par an. Les modifications étaient conduites par le service météorologique et les radars modifiés ont pris le nom de WSR-1, WSR-1A, WSR-3 et WSR-4. Le premier WSR-1 fut mis en service à l'aéroport national de Washington, DC, le 12 mars 1947. Le second entama son service le 1er juin 1947 à Wichita, au Kansas, au cœur de la Tornado Alley.
Trois évènements météorologiques particulièrement sévères ont eu lieu au printemps 1953 et conduisirent à la mise sur pied du Texas Tornado Warning Network (Réseau de veille contre les tornades du Texas). Les grandes villes du Texas ont été sollicitées pour financer l’opération (à la fois les secteurs privé et publique) pour modifier et mettre en œuvre les WSR-1, WSR-1A, WSR-3 et WSR-4. Le Weather Bureau a accepté d'opérer ces radars et de les entretenir pour alerter le public en cas de danger, dès qu'une confirmation visuelle était obtenue. La mise en place du réseau est devenue effective au cours d'une réunion de lancement le 24 juin 1953 (Kahan 1953). Il a fallu près de six années pour que le réseau soit pleinement opérationnel ; 17 radars ont été modifiés et installés grâce aux efforts conjoints des autorités locales, de l'État, des agences fédérales et d’une université.
Les APS-2F modifiés par la Texas A&M University, bien que ne faisant pas réellement partie du réseau de surveillance des tornades, ont été au moins une fois utilisés à des fins d'alerte le 5 avril 1956. Après 1956 la modification des radars APS-2F dans leurs versions WSR-1, WSR-1A, WSR-3 et WSR-4 a été confiée au quartier général du Weather Bureau qui a dû déplacer quelques antennes qui avaient été initialement installées à des emplacements où il était difficile d'en assurer l’entretien. 
En avril 1975, au point culminant du programme, 82 WSR-1, WSR-1A, WSR-3 et WSR-4 étaient en service. Quelques-uns ont été remplacés par des WSR-57 mais la plupart sont restés en service jusqu'à leur remplacement par des WSR-74  au cours d'une période s'étendant de 1976 à 1980. Plus aucun ne reste en service aujourd'hui.

## Caractéristiques

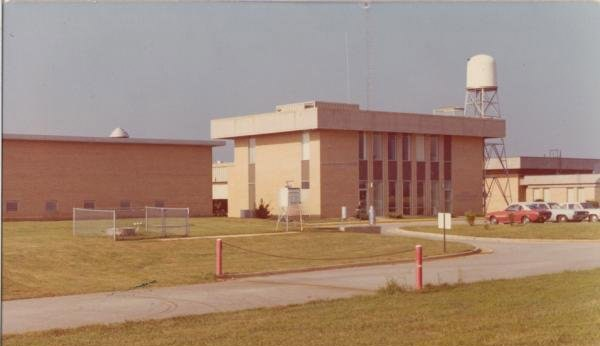
Bureau de prévision du National Weather Service à Huntsville (Alabama) au milieu des années 1970 avec en arrière-plan la tour d'un WSR-3

La série des WSR-1 à 4, premiers radars météorologiques opérationnels aux États-Unis, utilisait l'électronique de l'AN/APS-2F mais avec une plus grande antenne. La différence principale entre les versions portait sur leur affichage et sur le contrôle du balayage du volume atmosphérique sondé. Le diamètre de l’antenne parabolique était de près de 2 m. La longueur d'onde utilisée était d'environ 10 cm ce qui correspond à une fréquence de 3,3 GHz. Cette fréquence se trouve dans la bande S qui est toujours utilisée par le réseau actuel de radars météorologiques des États-Unis. Ces radars opérant dans la bande S l’atténuation due à la pluie était presque nulle mais la détection d'une faible pluie ou de neige était délicate en raison de la faiblesse du signal émis par le radar (50 kW).
Les WSR-1 utilisaient un affichage panoramique (PPI) plaçant les échos météorologiques en coordonnées azimut/distance sur un écran circulaire dont le centre représentait la position du radar. Il avait également un oscilloscope linéaire (affichage de type A) montrant l'intensité des échos selon leur distance au radar. Le tout était monté sur une baie. Les WSR-3 et WSR-4 utilisaient des affichages PPI de type A et un autre de hauteur/distance (RHI) qui permet une vue en coupe verticale dans une direction choisie. Ils étaient montés l'un à côté de l'autre sur une console. Le WSR-1A utilisait les mêmes affichages mais empilés verticalement. Du point de vue technique le WSR-4 comportait un tube à ondes progressives qui améliorait la sensibilité par rapport au WRS-3.